# Jelena Nelipić
Jelena Nelipić (Elena Nelipac, n. 1375 – d. 1422) a fost ducesă de Split prin prima ei căsătorie și regină a Bosniei după a doua ei căsătorie. La naștere, ea a fost membră a familiei nobile croate Nelipić, care a avut moșii în Zagora Dalmațiană.
Jelena a fost fiica prințului Ivan al II-lea Nelipić și a soției sale Margareta. Tatăl ei a fost fiul lui Ivan I Nelipac, iar mama Margareta era descendentă din familia nobilă Merini din Split. Fratele ei Ivan al III-lea Nelipac a fost Ban al Croației care a condus de la Munții Velebit până la Râul Cetina.

## Prima căsătorie și văduvie
În 1401, Jelena s-a căsătorit cu prințul Hrvoje Vukčić Hrvatinić, cel mai proeminent membru al familiei nobile croate Hrvatinić și cel mai puternic dintre cei mai mari trei nobili din Bosnia medievală, aducând cu ea o zestre semnificativă. Hrvoje Vukčić Hrvatinić a fost Banul Croației, Marele Duce al Bosniei. Doi ani mai târziu, ea a devenit ducesă de Split atunci când soțul ei a fost numit duce de Split. Jelena era de religie romano-catolică, dar soțul ei era membru al Bisericii Bosniace.
În 1416, soțul Jelenei a murit. Fiind o văduvă bogată lăsată la conducere pe teritoriile soțului răposat, Jelena a devenit imediat subiectul a mai multor cereri de căsătorie.

## A doua căsătorie
Ducesa Jelena s-a căsătorit cu regele Ștefan Ostoja al Bosniei, devenind astfel regină a Bosniei. Zestrea ei a inclus bunurile primului ei soț, cum ar fi orașul regal fortificat Jajce, iar această zestre este motivul pentru care Ștefan Ostoja, care a divorțat de a doua soție, Kujava Radenović, în 1415, s-a căsătorit cu Jelena. Al doilea soț al ei era, de asemenea, membru al Bisericii Bosniace.

## A doua văduvie
A doua căsătorie a Jelenei a durat mult mai puțin decât prima. A rămas văduvă în 1418, după doar doi ani de căsătorie. Succesorul soțului ei a fost Ștefan Ostojić al Bosniei, fiul său cu a doua sa soție, Kujava. Ca regină bogată și văduvă, Jelena nu a avut nici influență, nici putere. Kujava, mama noului rege și a doua soție a celui de-al doilea soț al Jelenei, a devenit din nou puternică. A doua văduvie a Jelenei a fost marcată de conflictele cu Kujava. Conflictele s-au încheiat în vara anului 1419, când regina Jelena a fost închisă de fiul său vitreg, Ștefan Ostojić. Trei ani mai târziu, regina Jelena a murit în închisoare în circumstanțe misterioase.

## Copii
Este posibil ca Balša Hercegović să fi fost fiul Jelenei din prima ei căsătorie, dar acest lucru nu este încă clar. În afară de acesta, care ar fi putut fi copilul ei, Jelena nu a mai avut alți copii cunoscuți de la nici unul dintre soții ei.